# Nguyên tố hóa học

Bảng tuần hoàn

Nguyên tố hóa học, thường được gọi đơn giản là nguyên tố, là một chất hóa học tinh khiết, bao gồm một kiểu nguyên tử, được phân biệt bởi số hiệu nguyên tử, là số lượng proton có trong mỗi hạt nhân. Không giống như các hợp chất hóa học, các nguyên tố hóa học không thể bị phân hủy thành các chất đơn giản hơn bằng các phương pháp hóa học. Số proton trong hạt nhân là đặc tính xác định của một nguyên tố và được gọi là số nguyên tử của nó (được biểu thị bằng ký hiệu Z) – tất cả các nguyên tử có cùng số hiệu nguyên tử đều là nguyên tử của cùng một nguyên tố. Tất cả các baryon vật chất của vũ trụ bao gồm các nguyên tố hóa học. Khi các nguyên tố khác nhau trải qua các phản ứng hóa học, các nguyên tử được sắp xếp lại thành các hợp chất mới được kết nối với nhau bằng các liên kết hóa học. Chỉ một số ít các nguyên tố, chẳng hạn như bạc và vàng, được tìm thấy dưới dạng chưa kết hợp với tư cách là các khoáng chất nguyên tố tự nhiên tương đối tinh khiết. Gần như tất cả các nguyên tố tự nhiên khác xuất hiện trong Trái đất dưới dạng hợp chất hoặc hỗn hợp. Không khí chủ yếu là hỗn hợp của các nguyên tố nitơ, oxy và argon, mặc dù nó có chứa các hợp chất bao gồm carbon dioxide và nước.
Lịch sử phát hiện và sử dụng các nguyên tố bắt đầu từ các xã hội loài người nguyên thủy phát hiện ra các khoáng chất bản địa như carbon, lưu huỳnh, đồng và vàng (mặc dù khái niệm về nguyên tố hóa học vẫn chưa được hiểu rõ). Nỗ lực phân loại các vật liệu như vậy đã dẫn đến các khái niệm về các nguyên tố cổ điển, thuật giả kim và nhiều lý thuyết tương tự khác nhau trong suốt lịch sử loài người. Phần lớn sự hiểu biết hiện đại về các nguyên tố được phát triển từ công trình của Dmitri Mendeleev, một nhà hóa học người Nga. Ông đã công bố bảng tuần hoàn dễ nhận biết đầu tiên vào năm 1869. Bảng này sắp xếp các nguyên tố theo số nguyên tử tăng dần thành các hàng ("chu kỳ") trong đó các nguyên tố cùng cột ("nhóm") có chung các tính chất vật lý và hóa học  một cách tuần hoàn. Bảng tuần hoàn tóm tắt các tính chất khác nhau của các nguyên tố, cho phép các nhà hóa học suy ra mối quan hệ giữa chúng và đưa ra dự đoán về các hợp chất và các nguyên tố mới tiềm năng.
Đến tháng 11 năm 2016, Liên minh Quốc tế về Hóa học thuần túy và ứng dụng đã công nhận tổng số 118 nguyên tố. 94 nguyên tố đầu tiên xuất hiện tự nhiên trên Trái Đất, và 24 nguyên tố còn lại là các nguyên tố tổng hợp được tạo ra trong các phản ứng hạt nhân. Trừ ra các nguyên tố phóng xạ không ổn định (hạt nhân phóng xạ) phân hủy nhanh chóng, gần như tất cả các nguyên tố đều có sẵn trong công nghiệp với số lượng khác nhau. Việc khám phá và tổng hợp các nguyên tố mới hơn nữa là một lĩnh vực nghiên cứu khoa học đang diễn ra.

## Mô tả
Các nguyên tố hóa học nhẹ nhất là hydro và heli, cả hai đều được tạo ra bởi quá trình tổng hợp hạt nhân Big Bang trong 20 phút đầu tiên của vũ trụ theo tỷ lệ khoảng 3: 1 theo khối lượng (hoặc 12: 1 theo số nguyên tử), cùng với những lượng rất nhỏ của hai nguyên tố tiếp theo, lithi và beryli. Hầu hết tất cả các nguyên tố khác được tìm thấy trong tự nhiên đều được tạo ra bằng các phương pháp tổng hợp hạt nhân tự nhiên khác nhau. Trên Trái đất, một lượng nhỏ các nguyên tử mới được tạo ra một cách tự nhiên trong các phản ứng nucleogenic, hoặc trong các quá trình vũ trụ, chẳng hạn như sự phóng xạ tia vũ trụ. Nguyên tử mới cũng được tự nhiên được sản xuất trên Trái Đất như phóng xạ đồng vị phân rã của các quá trình phân rã phóng xạ diễn ra như phân rã alpha, phân rã beta, phân hạch tự phát, phân rã cụm, và các chế độ phân rã hiếm khác.
Trong số 94 nguyên tố có trong tự nhiên, những nguyên tố có số nguyên tử từ 1 đến 82 đều có ít nhất một đồng vị bền (ngoại trừ techneti, nguyên tố 43 và promethi, nguyên tố 61, không có đồng vị bền). Các chất đồng vị được coi là ổn định là những chất chưa quan sát thấy sự phân rã phóng xạ. Các nguyên tố có số hiệu nguyên tử từ 83 đến 94 không ổn định đến mức có thể phát hiện được sự phân rã phóng xạ của tất cả các đồng vị. Một số nguyên tố này, đặc biệt là bismuth (số nguyên tử 83), thori (số nguyên tử 90) và urani (số nguyên tử 92), có một hoặc nhiều đồng vị có chu kỳ bán rã đủ dài để tồn tại dưới dạng tàn dư của quá trình tổng hợp hạt nhân sao nổ tạo ra các kim loại nặng trước khi hình thành Hệ Mặt trời của chúng ta. Với thời gian phân rã hơn 1,9 ×1019 năm, dài hơn một tỷ lần so với tuổi ước tính hiện tại của vũ trụ, bismuth-209 (số nguyên tử 83) có chu kỳ bán rã alpha lâu nhất được biết đến trong số các nguyên tố tự nhiên và hầu như luôn được coi là ngang bằng với 80 nguyên tố ổn định. Các nguyên tố rất nặng nhất (những nguyên tố ngoài plutoni, nguyên tố 94) trải qua quá trình phân rã phóng xạ với chu kỳ bán rã ngắn đến mức chúng không được tìm thấy trong tự nhiên và phải được tổng hợp.
Hiện đã có 118 nguyên tố được biết đến. Trong bối cảnh này, "đã biết" có nghĩa là được quan sát đủ rõ, thậm chí chỉ từ một vài sản phẩm phân rã, để được phân biệt với các nguyên tố khác. Gần đây nhất, sự tổng hợp của nguyên tố 118 (vì được đặt tên là oganesson) đã được báo cáo vào tháng 10 năm 2006, và sự tổng hợp của nguyên tố 117 (tennessine) được báo cáo vào tháng 4 năm 2010. Trong số 118 nguyên tố này, 94 nguyên tố xuất hiện tự nhiên trên Trái đất. Sáu trong số này xảy ra với số lượng vết cực nhỏ: techneti, số nguyên tử 43; promethi, số 61; astatin, số 85; franci, số 87; neptuni, số 93; và plutoni, số 94. 94 nguyên tố này đã được phát hiện trong vũ trụ nói chung, trong quang phổ của các ngôi sao và cả siêu tân tinh, nơi các nguyên tố phóng xạ tồn tại trong thời gian ngắn mới được tạo ra. 94 nguyên tố đầu tiên đã được phát hiện trực tiếp trên Trái đất dưới dạng các nuclide nguyên thủy có từ khi hình thành hệ Mặt trời, hoặc dưới dạng các sản phẩm chuyển hóa hoặc phân hạch xảy ra tự nhiên của urani và thori.
24 nguyên tố nặng hơn còn lại, ngày nay không được tìm thấy trên Trái đất hay trong quang phổ thiên văn, chúng đã được sản xuất nhân tạo: tất cả đều là chất phóng xạ, với chu kỳ bán rã rất ngắn; nếu có bất kỳ nguyên tử nào của các nguyên tố này khi hình thành Trái đất, thì chúng rất có thể, đến mức chắc chắn, đã bị phân rã, và nếu có trong các tân tinh thì chúng có số lượng quá nhỏ để có thể được ghi nhận. Techneti là nguyên tố có chủ đích không phải tự nhiên đầu tiên được tổng hợp vào năm 1937, mặc dù một lượng nhỏ của techneti đã được tìm thấy trong tự nhiên (và nguyên tố này cũng có thể được phát hiện trong tự nhiên vào năm 1925). Mô hình sản xuất nhân tạo và khám phá tự nhiên sau này đã được lặp lại với một số nguyên tố hiếm có nguồn gốc tự nhiên phóng xạ khác.
Danh sách các nguyên tố có sẵn theo tên, số nguyên tử, mật độ, điểm nóng chảy, điểm sôi và theo ký hiệu, cũng như năng lượng ion hóa của các nguyên tố. Các nucleotit của các nguyên tố phóng xạ và ổn định cũng có sẵn dưới dạng danh sách các nuclide, được sắp xếp theo độ dài chu kỳ bán rã của các nguyên tố không ổn định. Một trong những cách trình bày thuận tiện nhất, và chắc chắn là truyền thống nhất về các nguyên tố, là ở dạng bảng tuần hoàn, nhóm các nguyên tố có tính chất hóa học tương tự lại với nhau (và thường là các cấu trúc điện tử tương tự).
Mỗi nguyên tố hóa học đều có một tên và ký hiệu riêng để dễ nhận biết. Tên gọi chính thức của các nguyên tố hóa học được quy định bởi Liên đoàn Quốc tế về Hoá học Thuần túy và Ứng dụng (tiếng Anh: International Union of Pure and Applied Chemistry) (viết tắt: IUPAC). Tổ chức này nói chung chấp nhận tên gọi mà người (hay tổ chức) phát hiện ra nguyên tố đã lựa chọn. Điều này có thể dẫn đến tranh luận là nhóm nghiên cứu nào thực sự tìm ra nguyên tố, là câu hỏi từng làm chậm trễ việc đặt tên cho các nguyên tố với số nguyên tử từ 104 trở lên trong một thời gian dài (Xem thêm Tranh luận về đặt tên nguyên tố). Các nguyên tố hóa học cũng được cấp cho một ký hiệu hóa học thống nhất, dựa trên cơ sở tên gọi của nguyên tố, phần lớn là viết tắt theo tên gọi Latinh. (Ví dụ, carbon có ký hiệu hóa học 'C', natri có ký hiệu hóa học 'Na' từ tên gọi Latinh natrium). Ký hiệu hóa học của nguyên tố được thống nhất và hiểu trên toàn thế giới trong khi tên gọi thông thường của nó khi chuyển sang một ngôn ngữ khác thì phần lớn không giống nhau.

### Số nguyên tử
Số nguyên tử của một nguyên tố (ký hiệu Z) bằng số proton trong mỗi nguyên tử và xác định nguyên tố này. Ví dụ, tất cả các nguyên tử carbon đều chứa 6 proton trong hạt nhân nguyên tử của chúng; vậy số nguyên tử của carbon là 6. Nguyên tử carbon có thể có số neutron khác nhau; các nguyên tử của cùng một nguyên tố có số neutron khác nhau được gọi là các đồng vị của nguyên tố đó.
Số proton trong hạt nhân nguyên tử cũng quyết định điện tích của nó, do đó nó quyết định số electron của nguyên tử ở trạng thái không bị ion hóa. Các electron được đặt vào các obitan nguyên tử quyết định các tính chất hóa học khác nhau của nguyên tử. Số lượng neutron trong hạt nhân thường ảnh hưởng rất ít đến tính chất hóa học của nguyên tố (ngoại trừ trường hợp của hydro và đơteri). Do đó, tất cả các đồng vị carbon đều có các tính chất hóa học gần giống nhau vì chúng đều có 6 proton và 6 electron, mặc dù các nguyên tử carbon chẳng hạn có thể có 6 hoặc 8 neutron. Đó là lý do tại sao số nguyên tử, chứ không phải số khối hay trọng lượng nguyên tử, được coi là đặc điểm nhận dạng của một nguyên tố hóa học.

### Đồng vị
Đồng vị là những nguyên tử của cùng một nguyên tố (nghĩa là có cùng số proton trong hạt nhân nguyên tử của chúng), nhưng có số neutron khác nhau. Vì vậy, chẳng hạn, có ba đồng vị chính của carbon. Tất cả các nguyên tử carbon đều có 6 proton trong hạt nhân, nhưng chúng có thể có 6, 7 hoặc 8 neutron. Vì số khối của chúng lần lượt là 12, 13 và 14, nên ba đồng vị của carbon được gọi là carbon-12, carbon-13 và carbon-14, thường được viết tắt là 12C, 13C và 14C. Carbon trong cuộc sống hàng ngày và trong hóa học là hỗn hợp của 12C (khoảng 98,9%), 13C (khoảng 1,1%) và khoảng 1 nguyên tử 14C trên một nghìn tỷ nguyên tử tổng cộng.
Hầu hết (66 trong số 94) nguyên tố xuất hiện tự nhiên có nhiều hơn một đồng vị ổn định. Ngoại trừ các đồng vị của hydro (khác nhau rất nhiều về khối lượng tương đối - đủ để gây ra các hiệu ứng hóa học), các đồng vị của một nguyên tố nhất định gần như không thể phân biệt được về mặt hóa học.
Tất cả các nguyên tố đều có một số đồng vị là chất phóng xạ (đồng vị phóng xạ), mặc dù không phải tất cả các đồng vị phóng xạ này đều tồn tại ngoài tự nhiên. Các đồng vị phóng xạ thường phân rã thành các nguyên tố khác khi phóng ra một hạt alpha hoặc beta. Nếu một nguyên tố có các đồng vị không phóng xạ, chúng được gọi là cá đồng vị "ổn định". Tất cả các đồng vị ổn định đã biết đều tồn tại ngoài tự nhiên (xem đồng vị nguyên thủy). Nhiều đồng vị phóng xạ không có trong tự nhiên đã được nghiên cứu sau khi được tạo ra một cách nhân tạo. Một số nguyên tố không có đồng vị bền và chỉ bao gồm các đồng vị phóng xạ: cụ thể là các nguyên tố không có đồng vị bền nào là techneti (số nguyên tử 43), promethi (số nguyên tử 61) và tất cả các nguyên tố quan sát được có số nguyên tử lớn hơn 82.
Trong số 80 nguyên tố có ít nhất một đồng vị bền, 26 nguyên tố chỉ có một đồng vị bền duy nhất. Số đồng vị ổn định trung bình của 80 nguyên tố ổn định là 3,1 đồng vị ổn định trên mỗi nguyên tố. Số lượng đồng vị bền lớn nhất xảy ra đối với một nguyên tố là 10 (thiếc, nguyên tố 50).

### Khối lượng đồng vị và khối lượng nguyên tử
Số khối của một nguyên tố A, là số nucleon (proton và neutron) trong hạt nhân nguyên tử. Các đồng vị khác nhau của một nguyên tố nhất định được phân biệt bằng số khối của chúng, được viết theo quy ước dưới dạng ký tự trên bên trái của ký hiệu nguyên tử (ví dụ: 238U). Số khối luôn là một số nguyên và có đơn vị là "nucleon". Ví dụ, magnesi-24 (24 là số khối) là một nguyên tử có 24 nucleon (12 proton và 12 neutron).
Trong khi số khối chỉ đơn giản đếm tổng số neutron và proton và do đó là một số tự nhiên, khối lượng nguyên tử của một nguyên tử là một số thực cho khối lượng của một đồng vị cụ thể (hoặc "nuclide") của nguyên tố, tính bằng đơn vị khối lượng nguyên tử (kí hiệu: u). Nói chung, số khối của một nuclide nhất định khác một chút về giá trị so với khối lượng nguyên tử của nó, vì khối lượng của mỗi proton và neutron không chính xác đúng 1 u; vì các điện tử đóng góp một phần nhỏ hơn vào khối lượng nguyên tử vì số neutron vượt quá số proton; và (cuối cùng) vì năng lượng liên kết hạt nhân. Ví dụ, khối lượng nguyên tử của chlor-35 có năm chữ số có nghĩa là 34,969 u và của chlor-37 là 36,966 u. Tuy nhiên, khối lượng nguyên tử tính bằng u của mỗi đồng vị khá gần với số khối lượng đơn giản của nó (luôn nằm trong khoảng 1%). Đồng vị duy nhất có khối lượng nguyên tử chính xác là một số tự nhiên là 12C, theo định nghĩa có khối lượng chính xác bằng 12 vì u được định nghĩa là 1/12 khối lượng của nguyên tử carbon-12 trung hòa tự do ở trạng thái cơ bản.
Trọng lượng nguyên tử tiêu chuẩn (thường được gọi là "trọng lượng nguyên tử") của một nguyên tố là trung bình cộng của các khối lượng nguyên tử của tất cả các đồng vị của nguyên tố hóa học được tìm thấy trong một môi trường cụ thể, có trọng lượng bằng lượng đồng vị, so với đơn vị khối lượng nguyên tử. Số này có thể là một phân số không gần với một số nguyên. Ví dụ, khối lượng nguyên tử tương đối của chlor là 35,453 u, khác rất nhiều so với một số nguyên vì nó là trung bình của khoảng 76% chlor-35 và 24% chlor-37. Bất cứ khi nào giá trị khối lượng nguyên tử tương đối khác hơn 1% so với một số nguyên, đó là do hiệu ứng trung bình này, vì một lượng đáng kể của nhiều hơn một đồng vị có trong một mẫu nguyên tố đó một cách tự nhiên.

### Tinh khiết về mặt hóa học và tinh khiết về mặt đồng vị
Các nhà hóa học và các nhà khoa học hạt nhân có các định nghĩa khác nhau về một nguyên tố tinh khiết. Trong hóa học, nguyên tố nguyên chất có nghĩa là chất mà tất cả các nguyên tử (hoặc trong thực tế là hầu hết) đều có cùng số nguyên tử hoặc số proton. Tuy nhiên, các nhà khoa học hạt nhân định nghĩa một nguyên tố tinh khiết là một nguyên tố chỉ bao gồm một đồng vị ổn định.
Ví dụ, một sợi dây đồng là 99,99% tinh khiết về mặt hóa học nếu 99,99% nguyên tử của nó là đồng, với 29 proton mỗi nguyên tử. Tuy nhiên, nó không phải là đồng vị tinh khiết vì đồng thông thường bao gồm hai đồng vị bền, 69% 63Cu và 31% 65Cu, với số neutron khác nhau. Tuy nhiên, một thỏi vàng nguyên chất sẽ tinh khiết cả về mặt hóa học và đồng vị, vì vàng thông thường chỉ bao gồm một đồng vị, 197Au.

### Thù hình
Nguyên tử của các nguyên tố tinh khiết về mặt hóa học có thể liên kết với nhau về mặt hóa học theo nhiều cách, cho phép nguyên tố tinh khiết tồn tại trong nhiều cấu trúc hóa học (cách sắp xếp không gian của các nguyên tử), được gọi là các dạng thù hình, khác nhau về tính chất của chúng. Ví dụ, carbon có thể được tìm thấy dưới các dạng: kim cương, có cấu trúc tứ diện xung quanh mỗi nguyên tử carbon; than chì, có các lớp nguyên tử carbon có cấu trúc lục giác xếp chồng lên nhau; graphene, là một lớp graphit đơn lẻ rất bền; fullerene, có hình dạng gần như hình cầu; và ống nano carbon, là những ống có cấu trúc hình lục giác (thậm chí chúng có thể khác nhau về tính chất điện). Khả năng tồn tại của một nguyên tố ở một trong nhiều dạng cấu trúc được gọi là 'khả năng thù hình'.
Trạng thái chuẩn của một nguyên tố được định nghĩa là trạng thái ổn định nhất về mặt nhiệt động lực học của nó ở áp suất 1 bar và nhiệt độ nhất định (thường ở 298,15 K). Trong nhiệt hóa học, một nguyên tố được định nghĩa là có entanpi tạo thành bằng 0 ở trạng thái chuẩn của nó. Ví dụ, trạng thái tham chiếu của carbon là graphit, vì cấu trúc của graphit ổn định hơn so với các dạng thù hình khác.

### Thuộc tính
Một số loại phân loại mô tả có thể được áp dụng rộng rãi cho các nguyên tố, bao gồm việc xem xét các đặc tính vật lý và hóa học chung của chúng, trạng thái vật chất của chúng trong các điều kiện quen thuộc, điểm nóng chảy và sôi của chúng, mật độ của chúng, cấu trúc tinh thể của chúng khi là chất rắn và nguồn gốc của chúng.

#### Các thuộc tính chung
Một số thuật ngữ thường được sử dụng để mô tả các tính chất vật lý và hóa học chung của các nguyên tố hóa học. Điểm phân biệt đầu tiên là kim loại dễ dẫn điện, phi kim không dẫn điện và một nhóm nhỏ (các á kim), có các đặc tính trung gian và thường hoạt động như chất bán dẫn.
Sự phân loại tinh tế hơn thường được thể hiện trong các bản trình bày màu của bảng tuần hoàn. Hệ thống này hạn chế các thuật ngữ "kim loại" và "phi kim" chỉ đối với một số kim loại và phi kim được xác định rộng hơn, bổ sung các thuật ngữ bổ sung cho một số nhóm kim loại và phi kim được xem rộng rãi hơn. Phiên bản của phân loại này được sử dụng trong bảng tuần hoàn được trình bày ở đây bao gồm: họ actini, kim loại kiềm , kim loại kiềm thổ, halogen, họ lanthan, kim loại chuyển tiếp, kim loại sau chuyển tiếp, á kim, phi kim phản ứng và khí trơ. Trong hệ thống này, các kim loại kiềm, kim loại kiềm thổ và kim loại chuyển tiếp, cũng như các lantan và actini, là các nhóm kim loại đặc biệt được nhìn nhận theo nghĩa rộng hơn. Tương tự, các phi kim phản ứng và các khí quý là các phi kim được nhìn theo nghĩa rộng hơn. Trong một số bài thuyết trình, các halogen không được phân biệt, với astatin được xác định là một kim loại và các chất khác được xác định là phi kim.

#### Trạng thái vật chất
Một sự phân biệt cơ bản khác thường được sử dụng giữa các nguyên tố là trạng thái vật chất (pha) của chúng, cho dù là rắn, lỏng hay khí, ở nhiệt độ và áp suất tiêu chuẩn đã chọn (STP). Hầu hết các nguyên tố là chất rắn ở nhiệt độ thông thường và áp suất khí quyển, trong khi một số nguyên tố là chất khí. Chỉ có brom và thủy ngân là chất lỏng ở 0 độ C (32 độ F) và áp suất khí quyển bình thường; caesi và gali là chất rắn ở nhiệt độ đó, nhưng nóng chảy ở 28,4 °C (83,2 °F) và 29,8 °C (85,6 °F), tương ứng.

#### Điểm nóng chảy và điểm sôi
Điểm chảy và điểm sôi, thường được biểu thị bằng độ C ở áp suất của một bầu khí quyển, thường được sử dụng để mô tả đặc tính của các nguyên tố khác nhau. Mặc dù được biết đến với hầu hết các nguyên tố, nhưng một trong hai hoặc cả hai phép đo này vẫn chưa được xác định đối với một số nguyên tố phóng xạ chỉ có sẵn với số lượng rất nhỏ. Vì heli vẫn là chất lỏng ngay cả ở độ không tuyệt đối ở áp suất khí quyển, nên nó chỉ có nhiệt độ sôi chứ không phải nhiệt độ nóng chảy, trong các bài thuyết trình thông thường.

#### Khối lượng riêng
Khối riêng hay mật độ của ở nhiệt độ và áp suất tiêu chuẩn đã chọn (STP) thường được sử dụng để xác định đặc tính của các phần tử. Mật độ thường được biểu thị bằng gam trên centimet khối (g / cm³). Vì một số nguyên tố là chất khí ở nhiệt độ thường gặp, khối lượng riêng của chúng thường được nêu ở dạng khí; khi hóa lỏng hoặc đông đặc, các nguyên tố khí cũng có khối lượng riêng tương tự như khối lượng riêng của các nguyên tố khác.
Khi một phần tử có các dạng thù hình với các mật độ khác nhau, một dạng thù hình đại diện thường được chọn trong các bản trình bày tóm tắt, trong khi mật độ cho mỗi dạng allotro có thể được nêu khi cung cấp thêm thông tin chi tiết. Ví dụ, ba dạng thù hình quen thuộc của carbon (carbon vô định hình, than chì và kim cương) có khối lượng riêng tương ứng là 1,8–2,1, 2,267 và 3,515 g / cm 3.

#### Cấu trúc tinh thể
Các nguyên tố được nghiên cứu cho đến nay làm mẫu rắn có tám loại cấu trúc tinh thể : lập phương hình thân, lập phương diện tâm, lục giác, đơn nghiêng, trực thoi, lục phương và bốn phương. Đối với một số nguyên tố sau urani được sản xuất tổng hợp, các mẫu sẵn có quá nhỏ để xác định cấu trúc tinh thể.

#### Sự xuất hiện và nguồn gốc trên Trái Đất
Các nguyên tố hóa học cũng có thể được phân loại theo nguồn gốc của chúng trên Trái đất, với 94 nguyên tố đầu tiên được coi là xuất hiện ngoài tự nhiên, trong khi những nguyên tố có số nguyên tử ngoài 94 chỉ được sản xuất nhân tạo như là sản phẩm tổng hợp của các phản ứng hạt nhân nhân tạo.
Trong số 94 nguyên tố xuất hiện tự nhiên, 83 nguyên tố được coi là nguyên sinh và có tính phóng xạ yếu hoặc ổn định. 11 nguyên tố tự nhiên còn lại có chu kỳ bán rã quá ngắn để chúng có mặt ở thời kỳ đầu của Hệ Mặt trời, và do đó được coi là các nguyên tố nhất thời. Trong số 11 nguyên tố thoáng qua này, 5 nguyên tố (poloni, radon, radi, actini và protactini) là các sản phẩm phân rã tương đối phổ biến của thori và urani. 6 nguyên tố thoáng qua còn lại (techneti, promethi, astatin, franci, neptuni và plutoni) hiếm khi xảy ra, vì là sản phẩm của các chế độ phân rã hiếm hoặc quá trình phản ứng hạt nhân liên quan đến urani hoặc các nguyên tố nặng khác.
Không có sự phân rã phóng xạ nào được quan sát thấy đối với các nguyên tố có số nguyên tử từ 1 đến 82, ngoại trừ 43 (techneti) và 61 (promethi). Tuy nhiên, đồng vị bền quan sát của một số nguyên tố (như wolfram và chì) được dự đoán là hơi phóng xạ với chu kỳ bán rã rất dài: [18] ví dụ, chu kỳ bán rã được dự đoán cho đồng vị chì ổn định quan sát nằm trong khoảng từ 1035 đến 10189 năm. Các nguyên tố có số nguyên tử 43, 61 và 83 đến 94 không ổn định đủ để có thể dễ dàng phát hiện ra sự phân rã phóng xạ của chúng. Ba trong số các nguyên tố này, bitmut (nguyên tố 83), thori (nguyên tố 90) và urani (nguyên tố 92) có một hoặc nhiều đồng vị có chu kỳ bán rã đủ dài để tồn tại như tàn tích của quá trình tổng hợp hạt nhân sao nổ tạo ra các nguyên tố nặng trước sự hình thành của Hệ Mặt Trời. Ví dụ, với chu kỳ bán rã hơn 1,9×1019 năm, dài hơn một tỷ lần so với tuổi ước tính hiện tại của vũ trụ, bismuth-209 có chu kỳ bán rã alpha lâu nhất được biết đến trong số các nguyên tố tự nhiên.   24 nguyên tố nặng nhất (những nguyên tố ngoài plutoni, nguyên tố 94) trải qua quá trình phân rã phóng xạ với chu kỳ bán rã quá ngắn và không thể được tạo ra như sản phẩm phụ của các nguyên tố có tuổi thọ cao hơn, và do đó hoàn toàn không được biết là có tồn tại ngoài tự nhiên.

## Bảng tuần hoàn
| Nhóm →       | 1A           | 2A           | 3B    | 4B     | 5B     | 6B     | 7B     | 8B     | 8B     | 8B     | 1B     | 2B     | 3A     | 4A     | 5A     | 6A     | 7A     | 8A     |  |
| ↓ Chu kỳ     |              |              |       |        |        |        |        |        |        |        |        |        |        |        |        |        |        |        |  |
| 1            | 1 H          |              |       |        |        |        |        |        |        |        |        |        |        |        |        |        |        | 2 He   |  |
| 2            | 3 Li         | 4 Be         |       |        |        |        |        |        |        |        |        |        | 5 B    | 6 C    | 7 N    | 8 O    | 9 F    | 10 Ne  |  |
| 3            | 11 Na        | 12 Mg        |       |        |        |        |        |        |        |        |        |        | 13 Al  | 14 Si  | 15 P   | 16 S   | 17 Cl  | 18 Ar  |  |
| 4            | 19 K         | 20 Ca        | 21 Sc | 22 Ti  | 23 V   | 24 Cr  | 25 Mn  | 26 Fe  | 27 Co  | 28 Ni  | 29 Cu  | 30 Zn  | 31 Ga  | 32 Ge  | 33 As  | 34 Se  | 35 Br  | 36 Kr  |  |
| 5            | 37 Rb        | 38 Sr        | 39 Y  | 40 Zr  | 41 Nb  | 42 Mo  | 43 Tc  | 44 Ru  | 45 Rh  | 46 Pd  | 47 Ag  | 48 Cd  | 49 In  | 50 Sn  | 51 Sb  | 52 Te  | 53 I   | 54 Xe  |  |
| 6            | 55 Cs        | 56 Ba        | *     | 72 Hf  | 73 Ta  | 74 W   | 75 Re  | 76 Os  | 77 Ir  | 78 Pt  | 79 Au  | 80 Hg  | 81 Tl  | 82 Pb  | 83 Bi  | 84 Po  | 85 At  | 86 Rn  |  |
| 7            | 87 Fr        | 88 Ra        | **    | 104 Rf | 105 Db | 106 Sg | 107 Bh | 108 Hs | 109 Mt | 110 Ds | 111 Rg | 112 Cn | 113 Nh | 114 Fl | 115 Mc | 116 Lv | 117 Ts | 118 Og |  |
|              |              |              |       |        |        |        |        |        |        |        |        |        |        |        |        |        |        |        |  |
| * Họ Lanthan | * Họ Lanthan | * Họ Lanthan | 57 La | 58 Ce  | 59 Pr  | 60 Nd  | 61 Pm  | 62 Sm  | 63 Eu  | 64 Gd  | 65 Tb  | 66 Dy  | 67 Ho  | 68 Er  | 69 Tm  | 70 Yb  | 71 Lu  |        |  |
| ** Họ Actini | ** Họ Actini | ** Họ Actini | 89 Ac | 90 Th  | 91 Pa  | 92 U   | 93 Np  | 94 Pu  | 95 Am  | 96 Cm  | 97 Bk  | 98 Cf  | 99 Es  | 100 Fm | 101 Md | 102 No | 103 Lr |        |  |

| Đen=Rắn | Lục=Lỏng | Đỏ=Khí | Xám=Chưa xác định | Màu của số hiệu nguyên tử thể hiện trạng thái vật chất (ở 0 °C và 1 atm) |

| Nguyên thủy | Từ phân rã | Tổng hợp | Đường viền ô nguyên tố thể hiện sự hiện diện trong tự nhiên của nguyên tố |

| Kim loại kiềm | Kim loại kiềm thổ | Họ Lanthan | Họ Actini | Kim loại chuyển tiếp |
| Kim loại yếu  | Á kim             | Phi kim    | Halogen   | Khí hiếm             |

Tính chất của các nguyên tố hóa học thường được tóm tắt bằng cách sử dụng bảng tuần hoàn, bảng tuần hoàn sắp xếp các nguyên tố một cách mạnh mẽ và trang nhã bằng cách tăng số nguyên tử thành các hàng ( "chu kỳ" ) trong đó các cột ( "nhóm" ) chia sẻ sự lặp lại ("tuần hoàn") của các tính chất vật lý và tính chất hóa học. Bảng tuần hoàn tiêu chuẩn hiện tại chứa 118 nguyên tố đã được xác nhận tính đến năm 2019.
Mặc dù những tiền thân trước đó của bảng này đã tồn tại, nhưng việc phát minh ra nó thường được ghi công cho nhà hóa học người Nga Dmitri Mendeleev vào năm 1869, người đã dự định dùng bảng để minh họa các xu hướng lặp lại trong các tính chất của các nguyên tố. Bố cục của bảng đã được tinh chỉnh và mở rộng theo thời gian khi các nguyên tố mới được phát hiện và các mô hình lý thuyết mới đã được phát triển để giải thích hành vi hóa học của chúng.
Việc sử dụng bảng tuần hoàn hiện nay đã phổ biến trong ngành học hóa học, cung cấp một khung cực kỳ hữu ích để phân loại, hệ thống hóa và so sánh tất cả các dạng hành vi hóa học khác nhau. Bảng cũng được ứng dụng rộng rãi trong vật lý, địa chất, sinh học, khoa học vật liệu, kỹ thuật, nông nghiệp, y học, dinh dưỡng, sức khỏe môi trường và thiên văn học. Các nguyên tắc của nó đặc biệt quan trọng trong kỹ thuật hóa học.

## Nguồn gốc

Sự phân bố ước tính của vật chất tối và năng lượng tối trong vũ trụ. Chỉ phần khối lượng và năng lượng trong vũ trụ được dán nhãn "nguyên tử" là được cấu tạo bởi các nguyên tố hóa học.

Bảng tuần hoàn hiển thị nguồn gốc vũ trụ của từng nguyên tố trong Vụ nổ lớn, hoặc trong các ngôi sao lớn hoặc nhỏ. Các ngôi sao nhỏ có thể tạo ra một số nguyên tố lên đến lưu huỳnh, bằng quá trình alpha. Các siêu tân tinh là cần thiết để tạo ra các nguyên tố "nặng" (những nguyên tố ngoài sắt và nickel) nhanh chóng bằng cách tích tụ neutron, trong quá trình r. Một số ngôi sao lớn từ từ tạo ra các nguyên tố khác nặng hơn sắt, trong quá trình s ; những thứ này sau đó có thể bị thổi bay vào không gian trong sự thổi khí của tinh vân hành tinh

## Lượng nguyên tố trong tự nhiên

Sự phong phú của các nguyên tố hóa học trong Hệ Mặt trời. Hydro và heli là phổ biến nhất, từ vụ nổ Big Bang. Ba nguyên tố tiếp theo (Li, Be, B) rất hiếm vì chúng được tổng hợp kém trong vụ nổ Big Bang và cả trong các ngôi sao. Hai xu hướng chung trong các nguyên tố được tạo ra từ sao còn lại là: (1) sự thay thế của sự phong phú trong các nguyên tố khi chúng có số nguyên tử chẵn hoặc lẻ (quy tắc Oddo-Harkins) và (2) sự giảm đi chung khi các nguyên tố trở nên nặng hơn. Sắt đặc biệt phổ biến vì nó đại diện cho năng lượng tối thiểu nuclide có thể được tạo ra bằng phản ứng tổng hợp heli trong siêu tân tinh.

## Lịch sử

Bảng tuần hoàn của Mendeleev năm 1869: Một thí nghiệm trên một hệ thống các nguyên tố. Dựa vào khối lượng nguyên tử và sự giống nhau về mặt hóa học của chúng.

#### Định nghĩa hóa học

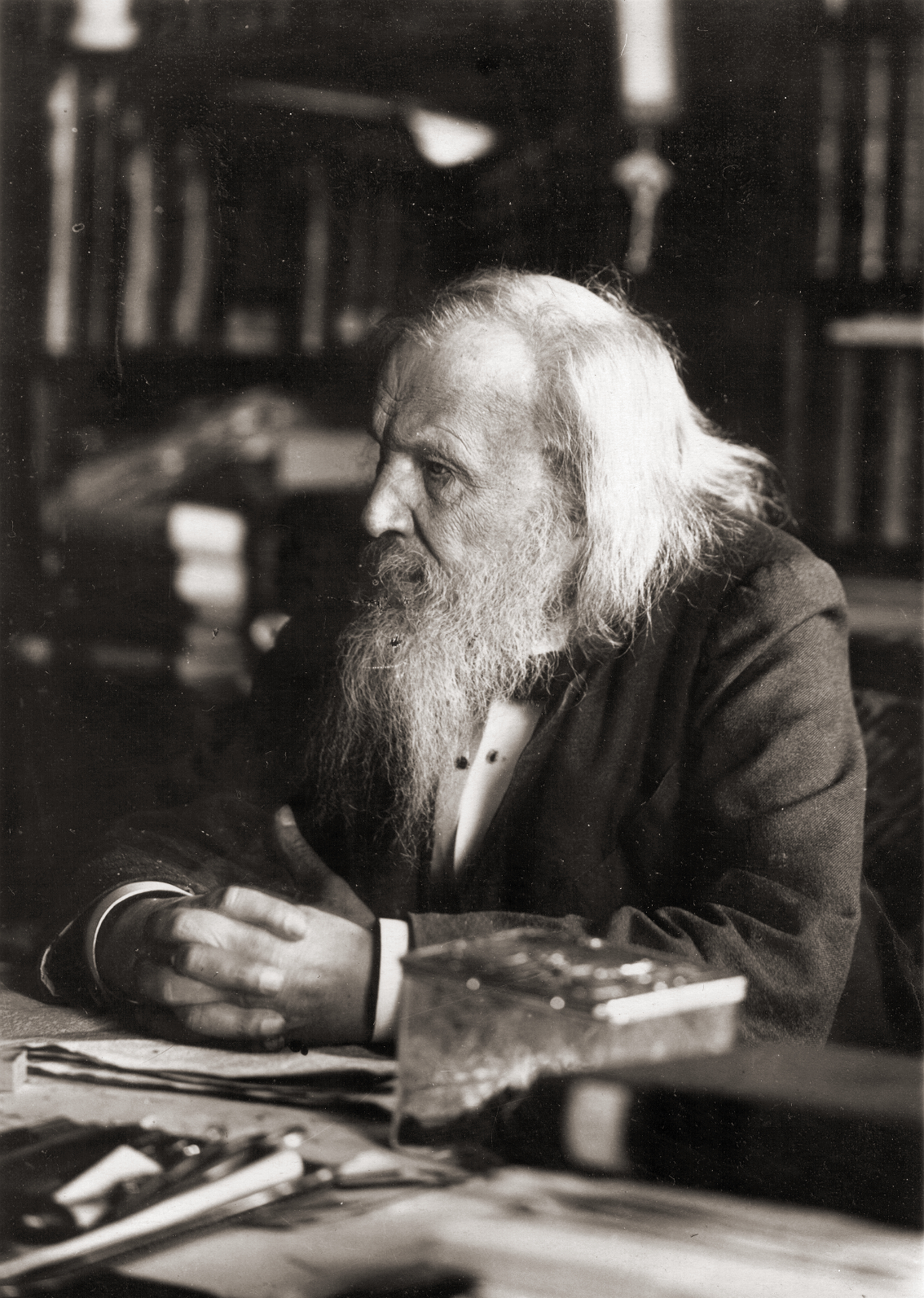
Dmitri Mendeleev

#### Định nghĩa hạt nhân

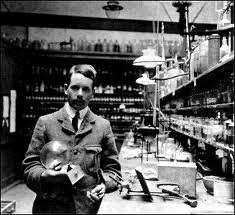
Henry Moseley